# سیارک ۱۱۱۵۷۰
سیارک ۱۱۱۵۷۰ (به انگلیسی: 111570 Agasvar، نامگذاری:2002AG11) صد و یازده هزار و پانصد و هفتادمین سیارک کشف شده‌است که در ۱۱ ژانویه ۲۰۰۲ کشف شد.